# Joachim Fiebach
Joachim Fiebach (* 8. Juni 1934 in Berlin; † 23. April 2023) war ein deutscher Theaterwissenschaftler und Hochschullehrer.

## Berufliche Laufbahn
1965 wurde Fiebach an der Berliner Humboldt-Universität mit der Dissertation Die Darstellung kapitalistischer Widersprüche und revolutionärer Prozesse in Erwin Piscators Inszenierungen von 1920-1931. Untersuchungen zur theaterhistorischen Rolle Erwin Piscators in der Weimarer Republik promoviert. Er war Honorarprofessor für Theaterwissenschaft an der Freien Universität Berlin und war Lehrstuhlinhaber für Theorie und Geschichte des Theaters an der Humboldt-Universität zu Berlin bis 1999. Er forschte hauptsächlich zu darstellerischen Kulturen des 20. Jahrhunderts in Europa und Afrika. Als Gastprofessor lehrte er in Tansania, Nigeria, USA, Kanada und Österreich.
Fiebach war ein Gründungsmitglied der EGfKA.

## Publikationen
- Hrsg. Heiner Müller: Die Schlacht, Traktor, Leben Gundlings Friedrich von Preußen Lessings Schlaf Traum Schrei, Ein Diskussionsbeitrag, Ein Brief, Henschelverlag Berlin (DDR) 1977
- Literatur im Umbruch, Berlin 1979
- Hrsg. Heiner Müller: Der Auftrag / Der Bau / Herakles 5 / Todesanzeige, Henschelverlag Berlin (DDR) 1981
- Hrsg. Heiner Müller: Die Bauern (Die Umsiedlerin oder Das Leben auf dem Lande) Macbeth, Henschelverlag Berlin (DDR) 1984
- Die Toten als die Macht der Lebenden. Zu Theorie und Geschichte des Theaters in Afrika, Berlin/Wilhelmshaven 1986, ISBN 3-7959-0503-6
- Hrsg. Heiner Müller: Philoktet / Bildbeschreibung / Anatomie Titus Fall of Rome. Ein Shakespearekommentar / Wolokolamsker Chaussee I / Wolokolamsker Chaussee II: Wald bei Moskau, Henschelverlag Berlin (DDR) 1988
- Hrsg. Heiner Müller: Quartett / Weiberkomödie / Wie es euch gefallt / Verkommenes Ufer Medeamaterial Landschaft mit Argonauten / Blut ist im Schuh oder Das Rätsel der Freiheit, Henschelverlag Berlin (DDR) 1988
- Hrsg. Heiner Müller: Stücke, Henschelverlag Berlin (DDR) 1988
- Inseln der Unordnung. Fünf Versuche zu Heiner Müllers Theatertexten, Berlin 1990, ISBN 3-362-00438-5
- Von Craig bis Brecht, Berlin 1991, ISBN 3-362-00576-4
- Inszenierte Wirklichkeit. Kapitel einer Kulturgeschichte des Theatralen, Berlin 2007, ISBN 978-3-940737-08-3
- Fiebach - Theater. Wissen. Machen, hrsg. von Antje Budde, Theater der Zeit, Berlin 2014, ISBN 978-3-943881-89-9
- Welt Theater Geschichte: eine Kulturgeschichte des Theatralen, Theater der Zeit, Berlin, 2015, ISBN 978-3-95749-020-9